# بیسولپین
بیسولپین (به انگلیسی: Bisulepin) یک آنتی‌هیستامین قوی و نسبتاً انتخابی (آنتاگونیست H۱) با اثرات خواب‌آوری، آنتی‌آدرنرژیک و آنتی‌کولینرژیک و آنتی‌سروتونرژیک بسیار ضعیف است. بیسولپین در جمهوری چک و اسلواکی با نام تجاری Dithiaden به صورت قرص و تزریقی به بازار عرضه می‌شود.
فرم فعال ثبت شده این دارو، ایزومر trans- (یعنی E-) است.

## همچنین ببینید
- دوسولپین
- دوکسپین